# Берешти (Бакау)
Берешти (рум. Berești) насеље је у Румунији у округу Бакау у општини Саскут. Oпштина се налази на надморској висини од 104 m.

## Становништво
Према подацима из 2002. године у насељу је живело 1431 становника, од којих су сви румунске националности.